# Lautaro
Lautaro, in lingua mapudungun Lef-Traru, "caracara veloce" (Cile, 1534 circa – Caune, 29 aprile 1557), è stato un generale nativo americano dei Mapuche protagonista della guerra di Arauco in Cile.
Sconfisse e sterminò le forze spagnole del governatore Pedro de Valdivia, ed era quasi riuscito a cacciarli dalla sua zona quando fu ucciso in battaglia.

## Gioventù
Lautaro era il figlio di un "Lonko" mapuche (capo in tempo di pace). Quando era ancora giovane fu catturato da alcuni colonizzatori spagnoli, diventando servitore personale di Pedro de Valdivia, conquistatore del Cile. Lautaro apprese l'arte militare e le capacità dell'esercito spagnolo osservando gli altri soldati.
Lautaro fuggì dalla prigionia riunendosi ai Mapuche durante l'adolescenza. Grazie alle conoscenze acquisite, fu in grado di insegnare l'uso dei cavalli al suo popolo, progettando nuove tattiche per combattere gli invasori. Raggruppò numerosi Mapuche dispersi dando vita ad un esercito di nativi in grado di combattere gli spagnoli con successo. Nel 1553 i Mapuche tennero un parlamento in cui, data la crescita di forze spagnole e la loro decisione di restare nel territorio, fu deciso di cacciarli con la forza. Il toqui Caupolicán scelse Lautaro come vice toqui perché aveva servito nella cavalleria spagnola, e conosceva molte tattiche che avrebbero permesso alla fanteria Mapuche di sconfiggere gli avversari.

## Campagne

### Battaglia di Tucapel
Con 6000 guerrieri al suo seguito, Lautaro attaccò Forte Tucapel. La guarnigione spagnola non poté resistere all'attacco e si ritirò a Purén. Lautaro impadronitosi del forte, era sicuro che gli spagnoli avrebbero tentato di riconquistarlo. Ed infatti Valdivia cercò di farlo con una forza ridotta, subito circondata e massacrata dai Mapuche. La battaglia di Tucapel fu l'ultima di Pedro de Valdivia, catturato e giustiziato.
Dopo la sconfitta di Tucapel gli spagnoli riorganizzarono le loro forze, rinforzando il forte Imperial ed abbandonando quelli di Confines ed Arauco per poter difendere Concepción. La tradizione Araucaniana, però, prevedeva lunghe celebrazioni in seguito ad una vittoria, il che mantenne occupato Lautaro impedendogli di approfittare della debolezza spagnola come avrebbe voluto. Fu solo nel febbraio del 1554 che riuscì a riunire un esercito di 8000 uomini, giusto in tempo per confrontarsi con la spedizione punitiva guidata da Francisco de Villagra.

### Battaglia di Marihueñu

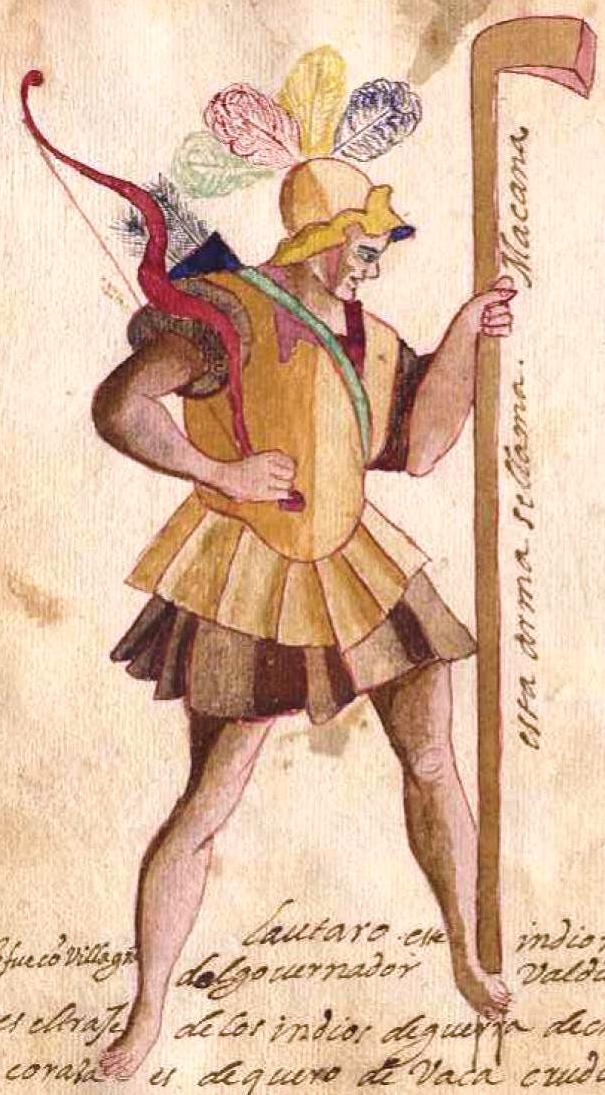
Raffigurazione di Lautaro del XVI secolo

Lautaro scelse la collina di Marihueñu per combattere gli spagnoli, e quindi divise i suoi uomini in quattro gruppi: due avrebbero dovuto contenere e stancare il nemico, uno sarebbe stato la riserva per lanciare un attacco fresco quando gli spagnoli sarebbero stati sul punto di crollare, e l'ultimo avrebbe coperto l'eventuale ritirata. Inoltre un piccolo gruppo fu inviato a distruggere il ponte di canne che gli spagnoli avevano costruito sul fiume Bío Bío, il che avrebbe impedito la ritirata agli uomini di Villagra.
L'assalto spagnolo ruppe le prime linee Mapuche, ma la rapida azione del terzo gruppo riuscì a mantenere la posizione indiana. In seguito le ali della divisione attaccarono gli spagnoli ai fianchi, e la quarta portò un attacco da dietro. Dopo ore di battaglia, e la perdita della loro artiglieria, solo un piccolo gruppo di spagnoli riuscì a ritirarsi dopo una disperata lotta per rompere il blocco dei Mapuche, che volevano impedirgli la ritirata.
Nonostante questa nuova vittoria, Lautaro fu ancora impossibilitato ad inseguire gli spagnoli a causa delle celebrazioni religiose della vittoria. Quando giunsero a Concepción, la trovarono già abbandonata. Dopo averla bruciata non proseguirono l'offensiva con le forze rimaste, e la campagna si concluse.
A Santiago Villagra riorganizzò le forze e, sempre nel 1554, ripartì per Arauco rafforzando gli avamposti di Imperial e Valdivia, senza cercare lo scontro con i Mapuche che stavano affrontando la loro prima epidemia di vaiolo portata dagli spagnoli.
Nel 1555 la Audiencia di Lima ordinò la ricostruzione di Concepción, effettuata sotto il comando di Alvarado. Quando lo seppe Lautaro attaccò nuovamente l'insediamento con 6000 guerrieri. Cinse la città con un assedio che Alvarado tentò invano di rompere. Solo 38 spagnoli riuscirono a fuggire per mare alla seconda distruzione della città.

### Le battaglie di Peteroa e Mataquito
A questo punto Lautaro organizzò l'attacco a Santiago del Cile, per il quale ottenne scarso supporto dalle sue truppe, presto scese a soli 600 uomini. Nell'ottobre del 1556 la sua marcia raggiunse il fiume Mataquito, dove stabilì il campo di Peteroa. Nella battaglia di Peteroa respinse gli spagnoli, guidati prima da Diego Cano e poi da Pedro de Villagra. Venendo a sapere dell'arrivo imminente di altri spagnoli, Lautaro si ritirò verso il fiume Maule, mentre gli spagnoli all'inseguimento lo costrinsero a superare anche il fiume Itata. Da qui fece partire una nuova campagna contro Santiago quando l'esercito di Francisco de Villagra lo superò per andare ad aiutare gli insediamenti spagnoli nella regione dell'Araucanía, invece di battersi, lasciando loro la possibilità di attaccare la città.
Nonostante i Mapuche si muovessero in segreto, i capi della città seppero del loro arrivo e mandarono una piccola spedizione a trattenerli, prendendo tempo per poter avvisare Francisco de Villagra chiedendogli di tornare da sud. Gli spagnoli si incontrarono sul campo e, grazie al tradimento di un Picunche locale, trovarono il luogo in cui erano accampati gli uomini di Lautaro. All'alba del 29 aprile 1557 i conquistadores lanciarono un attacco a sorpresa dalle colline di Caune, ottenendo una vittoria decisiva nella battaglia di Mataquito in cui Lautaro fu ucciso nelle fasi iniziali. Dopo la sconfitta del suo esercito, la sua testa fu tagliata ed esibita nella piazza di Santiago.

## Importanza
Lautaro viene considerato un'icona della guerra di Arauco per le strategie rivoluzionarie che mise in campo.
Il suo nome fu usato da Francisco de Miranda quando fondò la Logia Lautaro, società dell'indipendenza americana a cavallo tra XVIII e XIX secolo. Lautaro è stato un protagonista chiave del poema epico La Araucana scritto da Alonso de Ercilla, una delle più importanti opere sulla conquista spagnola delle Americhe. È stato anche il soggetto di un poema scritto dal premio Nobel cileno Pablo Neruda.
È un importante personaggio nel romanzo storico Ines del Alma Mia, scritto da Isabel Allende. Secondo la Allende, Lautaro scelse volontariamente di farsi catturare dagli spagnoli per poterne scoprire i segreti, scappando solo quando decise di saperne abbastanza.